# Xenia de Saint-Pétersbourg
Sainte Xénia de Saint-Pétersbourg (russe : Святая блаженная Ксения Петербургская), c. 1719–1730 – c. 1803 née Xénia Grigoriévna Pétrova (russe : Ксения Григорьевна Петрова) est l'une des saintes protectrices de la ville de Saint-Pétersbourg. Sainte Xenia la Bienheureuse est réputée pour son intercession envers les employés, les couples, les sans-abri, les incendies, les enfants disparus et dans la recherche d'un époux/épouse. Elle repose au cimetière de Smolensk à Saint Pétersbourg où sa tombe est abritée par une chapelle. Elle est vénérée dans plusieurs pays. Il y a environ 40 églises et chapelles construites en son nom.

## Biographie
Il existe peu d'informations sur sa vie, les premières publications sont des récits populaires datant du XIXe siècle. Elle se marie avec André Fiodorovitch Pétrov, colonel dans l'Armée impériale russe. Après la mort de son mari alors qu'elle a 26 ans, elle abandonne tous ses biens et pour accéder au Royaume de Dieu, elle choisit la voie étroite et dure des Fols-en-Christ (en russe : Христа ради юродовые). Elle décide de porter l'habit de son époux défunt et ne répondra jamais au nom de Xénia mais à celui d'André,. Elle disparait plusieurs années pour approfondir sa foi et l'aider à mener sa vocation de Fol-en-Christ auprès des moines ascètes. Elle revient à St. Pétersbourg et ses voisins appelleront désormais sa rue la « rue Andrei Petrov » (rue Lakhtinskaïa depuis 1877).
Références bibliographiques :
-"The blessed Xenia of St.Petersburg - Блаженная Ксения Петербурская". Central Book & Art Co. New York, N.Y. 1966 Editeur : Evêque Méthode (Kulhmann) Asnières - France livret de 27 pages.
-"Раба Божия Блаженная Ксения" 1ère édition : Shangaï Chine 1948 4e édition : Londres Canada 1986, livret de 84 pages. "La servante de Dieu et bienheureuse Xénia."
-"Блаженная Ксения" Е.Поселянин "Русская церковь и русские подвижники 18 века", С.Петербург 1905г (La bienheureuse Xénia. E.Possélianine "L'église russe et les ascètes russes du 18e siècle", Saint-Pétersbourg 1905

## Canonisation
En septembre 1978, elle est reconnue par l'Église orthodoxe russe hors frontières et en 1988, elle devient une sainte de l'Église orthodoxe russe. Elle est vénérée le 24 janvier ainsi que le jour anniversaire de sa canonisation le 26 mai selon le calendrier grégorien ou nouveau calendrier. Selon le calendrier julien ou ancien calendrier actuellement en retard de 13 jours et actuellement en usage dans l'église orthodoxe en Russie, il s'agit du 6 février et du 6 juin .

## Monastères dédiés
Le premier monastère dédié à Xenia de Saint-Pétersbourg est érigé en août 2002 à Baran, près de Minsk en Biélorussie par décision de l'exarchat du synode de l'Église orthodoxe de Biélorussie.
Le premier couvent russe dédié à Xenia de Saint-Pétersbourg a ouvert en 2010 à Dolbenkino dans l'Oblast de Moscou.

## Temples dédiés

### En Russie
- Chapelle au cimetière de Smolensk sur l'endroit supposé de sa tombe.
- Chapelle au monastère de Valaam (Saint-Pétersbourg)[9],
- Chapelle au cimetière Kuzminski à Moscou[10],
- Chapelle au cimetière de Lianozovo dans le district de Mitishchinski[11],
- Chapelle dans la ville de Kemerovo[12],
- Temple à Irkoutsk[13],
- Temple à Kosoliti près de Krasnodar[14],
- Temple à Orekhovo-Zouïevo[15],
- Temple à Priladojsky[16],
- Chapelle de l'hôpital régional pour enfants de Penza[17]
- Temple à Chouchary

### Hors Russie
- Paroisse de Nuremberg (Allemagne)[18],
- Paroisse de Rostock (Allemagne)[19],
- Église de Faro (Portugal)[20],
- Temple à Helsinki (Finlande)[21],
- Temple à Minsk (Biélorussie)[22],
- Temple dans la Commune d'Aseri (Estonie)[23],
- Temple de l'hôpital de Soumy (Ukraine)[24],
- Église à Methuen (États-Unis)[25],
- Église à Topoli près de Varna (Bulgarie)[26],
- Temple à Katchagai près de Almaty (Kazakhstan)[27]

## Hommages
- Une pièce de 1 dollar néo-zélandais est émise par l'île de Niue en 2012 avec sur le côté face, l'image de sainte Xenia près de la cathédrale de Smolensk[28].
- Une pièce de 2 dollars néo-zélandais est émise par l'île de Niue en 2016 avec sur le côté face, l'image de sainte Xenia près du cimetière de Smolensk[29].
- Un portrait, contemporain de sainte Xenia et restauré par une équipe du musée est présenté au musée de l'Ermitage à Saint-Pétersbourg en février 2017[30].